# 大高洋夫
大高 洋夫（おおたか ひろお、1959年6月27日 - ）は、日本の俳優。新潟県長岡市出身。鴻上尚史主宰の「第三舞台」の旗揚げメンバー。フロム・ファーストプロダクション所属。早稲田大学社会科学部を卒業。

## 人物・経歴
早稲田大学入学後、演劇研究会に入会。3年生になった1981年、鴻上を中心に岩谷真哉、名越寿昭らと「第三舞台」を旗揚げする（大学卒業後、一時はテレビ製作会社に勤務するがすぐに退社して復帰、活動封印する2001年まで若手公演以外のほぼ全公演に出演）。
舞台での活動の傍ら、1980年代後半から1990年代前半に『奇妙な出来事』『IQエンジン』『子供、ほしいね』『たほいや』など、フジテレビの深夜番組に相次いで出演したことで顔が知られる。
劇団俳優座、劇団こまつ座などへも客演している。第三舞台が2011年までの活動封印を宣言して以降は、それらに加え鴻上のプロジェクト・KOKAMI@networkにも参加。鴻上の映画初監督作品『ジュリエット・ゲーム』にも出演し、第三舞台封印後の各種プロジェクトでも起用されている。
特撮では1998年には『テツワン探偵ロボタック』で杉薫役を、2003年には『劇場版 仮面ライダー555 パラダイス・ロスト』で野村役を、2006年には『轟轟戦隊ボウケンジャー』で敵の大幹部である大神官ガジャ役を演じた。
2006年、サードステージからイイジマルームへ移籍。2024年6月より、株式会社フロム・ファーストプロダクションへ移籍している。

## 出演

### テレビドラマ

#### NHK
- 元禄繚乱（1999年） - 毛利右源太
- 盲導犬クイールの一生（2003年） - 沢木良彦
- 新マチベン 〜オトナの出番〜（2007年）
- 中学生日記（2008年）
- 陽炎の辻〜居眠り磐音 江戸双紙〜（2008年） - 逸見筑前守実篤
- チャンス（2010年） - 阪上由起夫
- ダークスーツ（2014年） - 神山高志
- 風の峠〜銀漢の賦〜（2015年） - 五郎右衛門
- まれ（2015年） - 三島オーナー
- 神谷玄次郎捕物控2（2015年） - 民蔵
- リキッド〜鬼の酒 奇跡の蔵〜（2015年） - 谷田幹二
- ある日、アヒルバス（2015年） - 磯川健太郎
- デザイナーベイビー - 速水刑事、産休前の難事件 -（2015年）
- ソースさんの恋（2017年） - 宇野太一
- スローな武士にしてくれ〜京都 撮影所ラプソディー〜（2019年、BSプレミアム） - 島田耕造
- 定年オヤジ改造計画（2022年、NHK BSプレミアム、BS4K） -  山下

#### 日本テレビ
- 火曜サスペンス劇場
  - 「救急指定病院7」（1997年） - 浜崎保
  - 「屋形船の女3」（2004年） - 西本大介
- ロマンス（1999年、読売テレビ）
- リミット もしも、わが子が…（2000年、読売テレビ）
- キイナ〜不可能犯罪捜査官〜（2009年） - 深田雄三
- ドン★キホーテ（2011年） - 坂本修一
- 戦力外捜査官（2014年） - 黒木勝
- ダンダリン 労働基準監督官（2013年） - 茅ヶ崎英夫
- 花咲舞が黙ってない 第2シリーズ（2015年） - 荒木誠
- 臨床犯罪学者 火村英生の推理（2016年） - 山内陽平
- Missデビル 人事の悪魔・椿眞子（2018年） - 縣雄二
- 知らなくていいコト（2020年） - 石森副社長
- 未満警察 ミッドナイトランナー（2020年）
- ウチの娘は、彼氏が出来ない!!（2021年） - 里中講師
- アンサンブル 第1話 （2025年） - 佐藤

#### TBS
- 眠れない夜をかぞえて（1992年）
- あの日の僕をさがして（1992年） - 立花肇
- 泣きたい夜もある（1993年、MBS）第15回「始発電車が走るまで」 - 大原
- ぽっかぽか（1994 - 1996年） - 池田まこと
- 新・天までとどけ（1999 - 2004年） - 竹田竹次郎
- 永遠の1/2（2000年）
- 白い影（2001年） - 大場広之
- マイリトルシェフ（2002年） - 高森義明
- 愛なんていらねえよ、夏（2002年） - 今野医師
- おとうさん（2002年）
- 砂の器（2004年） - 成瀬あさみの父
- 虹のかなた（2004年、MBS） - 熊沢部長
- 浅草ふくまる旅館 第1シリーズ（2007年） - 遠藤孝之
- 月曜ゴールデン「内藤大助物語 〜いじめられっ子のチャンピオンベルト〜」（2008年） - 飯田剛
- 特上カバチ!!（2010年） - 内藤匠
- ハンチョウ〜神南署安積班〜 シリーズ3（2010年） - 北山警部
- 名もなき毒（2013年） - 芦田刑事
- 月曜ミステリー劇場
  - 「十津川警部シリーズ22」（2001年） - 古田刑事
  - 「告発弁護士シリーズ3」（2002年） - 森本久雄
- 月曜ゴールデン
  - 「パートタイム裁判官1」（2005年） - 佐倉昭弘
  - 「浅見光彦シリーズ26」（2008年） - 宮本刑事
  - 「世直し公務員ザ・公証人8」（2009年） - 柳井篤
  - 「警視庁機動捜査隊216」（2010年） - 遠藤慎一
  - 「女取調官2」（2012年） - 羽佐間羊介
  - 「世田谷駐在刑事2」（2014年） - 三島慶市
  - 「ヤメ刑探偵 加賀美塔子3」（2015年） - 田村正也
- 月曜名作劇場
  - 「陰の季節」（2016年） - 今井幸夫
  - 「はぐれ署長の殺人急行2」（2017年） - 笠原信吾

#### フジテレビ
- 奇妙な出来事
  - 「タイトルバックのシルエット」（1989年 - 1990年）[4][5]
  - 「電話のある風景・長電話」（1989年）
  - 「危険な賭」（1989年）
  - 「笑いの天才」（1990年）
- 世にも奇妙な物語
  - 「絶対イヤ!」（1990年）
  - 「女優」（1991年）
  - 「すてきな休日」（1992年）
  - 「君だけに愛を」（1994年） - 間宮行雄
  - 「壁の小説」（1996年） - 江田島徹
  - 「無実の男」（1997年） - 小谷俊治
  - 「発電課長」（2000年）
  - 「太平洋は燃えているか?」（2001年）
  - 「トカゲのしっぽ」（2002年）
  - 「未来同窓会」（2007年） - 一ノ瀬省吾
- JOCX-TV2
  - 子供、ほしいね（1991年） - 久保田一夫
  - 文學ト云フ事（1994年）
- 妊娠ですよ2（1995年、関西テレビ）
- 正義は勝つ（1995年） - 長谷川一
- ギフト 第8話（1997年） - ストーカー男 役
- ニュースの女（1998年）
- 恋愛結婚の法則（1999年） - 大友部長
- 救命病棟24時（1999年） - 植松医師
- 傷だらけの女（1999年、関西テレビ）
- 恋するトップレディ（2002年、関西テレビ） - 塚田係長
- 恋愛偏差値（2002年） - 砂川正男
- コード・ブルー -ドクターヘリ緊急救命-（2008年） - 小田浩一
- 整形美人。（2002年）
- ダブルスコア（2002年） - 赤倉勝男
- クニミツの政（2003年、関西テレビ） - 江頭富士夫の父
- 東京ラブ・シネマ（2003年） - 川村太郎
- ダイヤモンドガール（2003年） - 内藤弁護士
- WATER BOYS2（2004年） - 水族館館長
- 僕と彼女と彼女の生きる道（2004年、関西テレビ） - 香山孝信
- 君が想い出になる前に（2004年、関西テレビ）
- HERO 特別編（2006年） - 辻（「実話パラダイス」の関係者）
- アンフェア（2006年、関西テレビ） - 森川静雄
- 金曜プレステージ
  - 会いたかった 〜向井亜紀・代理母出産という選択〜（2007年） - 笹島
  - 小京都連続殺人事件1（2012年） - 西岡義彦
  - 名探偵 神津恭介1（2014年） - 浜田和重
- LIAR GAME（2007年） - キダノリユキ（木田典之）
- 33分探偵（2008年） - 中田修二
- 不毛地帯（2009年） - 峰部長
- 絶対零度〜未解決事件特命捜査〜（2010年） - 桐山義之
- 明日の光をつかめ（第1シリーズ）（2010年、東海テレビ） - 桜木俊一
- 美しい隣人（2011年、関西テレビ）
- 幸せになろうよ（2011年） - 楠本社長
- 踊る大捜査線 THE LAST TV サラリーマン刑事と最後の難事件（2012年） - 大森裕幸
- TOKYOエアポート〜東京空港管制保安部〜（2012年） - 久保悟
- ストロベリーナイト アフター・ザ・インビジブルレイン（2013年） - 吉原秀一
- ショムニ2013（2013年） - 佐々木部長
- シグナル 長期未解決事件捜査班（2018年） - 金田勝
- SUITS/スーツ（2018年） - 轟慎之介
- 金曜エンタテイメント
  - 「名探偵 明智小五郎（1994年 - 1999年） - 鴨川刑事
  - 「えなりかずきの少年探偵 事件でござる2」（2003年） - 銀城春彦
- 赤と黒のゲキジョー
  - 「浅見光彦シリーズ51」（2014年） - 中町部長
- 直撃!シンソウ坂上SP「元号をとれ!」（2019年）

#### テレビ朝日
- 暴れん坊将軍
  - 暴れん坊将軍VIII（1998年） - 左平次
  - 暴れん坊将軍IX （1999年） - 久米蔵
- テツワン探偵ロボタック（1998年） - 杉薫
- はみだし刑事情熱系 第4シリーズ（1999年） - 中村友文
- 安楽椅子探偵とUFOの夜（2002年、朝日放送） - 太宰星河
- 婚外恋愛（2002年）
- オヤジ探偵（2002年） - 藤原健一
- 相棒
  - season2 第3話「殺人晩餐会」（2003年10月29日） - 庚塚英明
  - season13 第11話「米沢守、最後の挨拶」（2015年1月14日） - 長谷川健宣
- ダムド・ファイル（2004年、名古屋テレビ） - 刈谷省吾
- 名奉行! 大岡越前（2005年） - 権兵衛
- 科捜研の女
  - season6 第4話「VS謎の美人気象予報士!ずらされた死亡時刻」（2005年8月4日） - 圷洋二
  - season8 最終話「マリコ殉職!?葬られた弾道鑑定!!マリコ､科学者の誇りをかけた最後の鑑定!!」（2008年6月19日） - 原秀実
  - スペシャル（2014年12月21日） - 磯島信介
  - season24 第6話（2024年8月14日） - 馬場信彦
- スーパー戦隊シリーズ
  - 轟轟戦隊ボウケンジャー（2006年2月19日 - 2007年2月11日） - 大神官ガジャ
  - 暴太郎戦隊ドンブラザーズ - おでん屋のおやじ[6]
  - ドン34話「なつみミーツミー」（2022年10月23日）
  - ドン37話「イとニとザとシ」（2022年11月20日）
  - ドン38話「ちんぷんかんクッキング」（2022年11月27日）
  - ドン49話「さいごのおもいで」（2023年2月19日）
  - ドン最終話「えんができたな」（2023年2月26日）
- 女刑事みずき〜京都洛西署物語〜 第2シリーズ（2007年） - 久保田達広
- おいしいごはん 鎌倉・春日井米店（2007年）
- 交渉人〜THE NEGOTIATOR〜（2008年） - 武藤紀夫
- キミ犯人じゃないよね?（2008年） - 村上藤一郎
- おみやさん
  - 第6シリーズ 第10話「二度疑われた女!京都東山…恋文が呼ぶ殺意の罠」（2009年） - 京料理屋「古都梅」常連客・野々村静夫
  - 第9シリーズ 第6話「利用された夫婦愛!祇園祭に消えた美女の殺人計画」（2012年5月24日） - 京極精工所経理課 元 係長・栗原誠
- 警官の血（2009年2月7日、2月8日） - 大友高広
- 刑事一代 平塚八兵衛の昭和事件史（2009年） - 中村雅夫
- 仮面ライダーW（2010年） - 阿久津憲
- 凍える牙（2010年1月30日） - 小川将則
- 警視庁捜査一課9係 Season3（2011年） - 古野太郎
- SP〜警視庁警護課 第2作（2012年） - 金原則之
- Answer〜警視庁検証捜査官（2012年） - 二階堂治
- ドクターX〜外科医・大門未知子〜
  - 第2期第1話（2013年） - 水野義雄
  - 第4期第2話（2016年） - 大崎助
- 遺留捜査 スペシャル（2013年） - 羽住晴彦
- みをつくし料理帖（2014年6月8日） - 末松（「登龍楼」の板前）
- 遺産争族（2015年） - 田川寿
- 刑事7人
  - Season2（2016年） - 三窪厳
  - Season8（2022年） - 町村尊
- 刑事ゼロ（2019年） - 浅木浩太郎
- 七人の秘書（2020年） - 古山豊
- 土曜ワイド劇場
  - 「事件記者冴子の殺人スクープ（第3作）」（2001年） - 太田武
  - 「鉄道おんな捜査官 花村乃里子（第2作）」（2002年） - 脇田治郎
  - 「ショカツの女 新宿西署 刑事課強行犯係（第3作）」（2009年、朝日放送） - 小渕管理官
  - 「人類学者・岬久美子の殺人鑑定」（2010年 - ） - 清水和典
  - 「広域警察2」（2011年、朝日放送） - 鈴木正雄
  - 「タクシードライバーの推理日誌32」（2013年） - 相沢孝之
  - 「セイアン〜生活安全特捜隊」（2014年） - 山瀬刑事
  - 「温泉 (秘) 大作戦13」（2014年、朝日放送） - 斎藤竜介
  - 「事件17」（2016年） - 岩下富雄
  - 「刑事一徹〜命懸けで捜査に挑む 犯人より心配性な男」（2016年） - 高野昭一
  - 「監察官・羽生宗一5」（2017年） - 脇田淳司
- 日曜ワイド
  - 「狩矢父娘シリーズ19」（2017年） - 山岡純一郎
- 日曜プライム
  - 「逆転報道の女 FINAL」（2020年） - 南仁志

#### テレビ東京
- 逃亡者 おりん（2007年） - 稲葉総十郎
- BOYSエステ（2007年） - 名糖圭介
- ウォーキン☆バタフライ（2008年） - 富沢隆
- 徳川風雲録 八代将軍吉宗（2008年） - 徳川綱教
- 主水之助七番勝負〜徳川風雲録外伝〜（2008年） - 浦辺忠友
- ドクター調査班〜医療事故の闇を暴け〜（2016年） - 大久保義明
- さすらい温泉♨遠藤憲一（2019年） - 橋本
- 執事 西園寺の名推理2（2019年） - 守屋彰俊
- 警視庁強行犯係・樋口顕5（2019年） - 関修志
- さすらい署長 風間昭平14（2019年） - 大林圭介
- 弁護士ソドム 第1話 - 第3話（2023年） - 梶原雄二[7]
- ブラックガールズトーク 第1話（2024年） - 飯田[8]
- 水曜ミステリー9
  - 「湯けむりドクター華岡万里子の温泉事件簿6」（2012年） - 升川以蔵
  - 「みちのく麺食い記者 宮沢賢一郎1」（2012年） - 角田孝三
  - 「葬儀屋松子の事件簿3」（2013年） - 牛久保匠
  - 「決断」（2015年） - 大泉哲也

#### WOWOW
- マークスの山（2010年） - 肥後和巳
- 再生巨流（2011年） - 藤崎昌宏
- 死の臓器（2015年） - 野呂三樹夫
- 誤断（2015年）
- アキラとあきら（2017年） - 難波部長
- ヒトヤノトゲ〜獄の棘〜（2017年） - 中島部長
- 闇の伴走者 第2話・第4話（2015年4月18日・5月2日） - マシコ

### バラエティー番組
- IQエンジン
- たほいや - レギュラー回答者
- 聞きこみ!ローカル線 気まぐれ下車の旅

### 紀行
- NHK BShi→NHK BSプレミアム 『世界一番紀行』 （大高出演時のナレーターは小野文恵）
  - 世界で一番寒い村 ロシア・オイミャコン（2009年4月1日）
  - 世界で一番標高の高い街 ボリビア・エルアルト（2009年11月11日）
  - 世界で一番北の町 ノルウェー・ロングイヤービエン（2010年5月5日）
  - 世界で一番暑い土地 アファール三角地帯 ジブチ（2011年1月19日）聞き手：森田美由紀
  - 世界で一番大きな棚田 中国・雲南（2011年12月29日）
  - 世界で一番大きなパレード ブラジル・レシフェ（2012年1月4日）

### 映画
- 金融腐蝕列島〔呪縛〕（1999年） - 西田
- KILLERS キラーズ「KILLER IDOL」（2003年） - 佐野モンタナ
- 透光の樹（2004年） - 岩田ディレクター
- 県庁の星（2006年） - 塩見秀憲
- 劇場版 仮面ライダー555 パラダイス・ロスト（2003年） - 野村
- 轟轟戦隊ボウケンジャー THE MOVIE 最強のプレシャス（2006年） - 大神官ガジャ
- ひぐらしのなく頃に 誓（2009年） - 北条鉄平
- ハナミズキ（2010年）
- もちつきラプソディ（2015年）
- いぬやしき（2018年）
- はるヲうるひと (2021年)
- 劇場版 山崎一門〜日本統一〜（2022年9月23日公開） - 伊藤のおっさん
- ミドリムシの姫（2022年10月15日公開） - 知念道夫
- わたしかもしれない（仮題）（2025年公開予定） - 城島穣[9][10][11]

### オリジナルビデオ
- アイスドール 診察日記
- 闘牌伝アカギ（1995年）
- Another XX 赤い殺人者 - 松宮一馬
- ラブホテルの夜 Special
- パチプロ探偵7 - ナナ
- 団地妻'98 危険な情事
- 団地妻'98 危険なエクスタシー
- テツワン探偵ロボタック&カブタック 不思議の国の大冒険 （1998年） - 杉薫
- 静かなるドン- 山波敬介
- 轟轟戦隊ボウケンジャーVSスーパー戦隊（2007年） - 大神官ガジャ
- 仮面ライダードライブ シークレット・ミッション type TOKUJO（2015年） - 小田桐正彦

### 舞台
※第三舞台、鴻上のプロジェクト以外の客演のみ挙げる。
- 悪魔のいるクリスマス（1986年、流山児★事務所）
- 日本人のへそ（1992年、こまつ座）
- 洒落男たち〜モダンボーイズ（1994年、東京芸術劇場）
- 黙阿彌オペラ（1995年・2000年、こまつ座）
- きらめく星座（1996年、こまつ座）
- マクベス（1997年）
- 夢の裂け目（2001年）
- 人間合格（2003年、こまつ座）
- お登勢（2005年、芸術座）
- JAIL BREAKERS（2006年）
- The Light in the Piazza（2007年）
- ロス：タイム：ライフ（2008年）
- はるヲうるひと（2009年・2014年、ザ・スズナリ）
- すこし離れて、そこに居て（2009年）
- 阿修羅のごとく（2013年、ル テアトル銀座/森ノ宮ピロティホール/名鉄ホール）
- フォレスト・ガンプ（2014年、東京グローブ座/森ノ宮ピロティホール）
- 舞台『仮面ライダー斬月』-鎧武外伝-（2019年3月9日 - 24日、日本青年館ホール / 2019年3月28日 - 31日、京都劇場） - 鎮宮鍵臣
- メサイア-黎明乃刻-（2019年9月5日-23日)
- ちびまる子ちゃん THE STAGE『はいすくーるでいず』（2022年12月15日 - 25日、天王洲 銀河劇場） - 西城秀治（ヒデじい）[12]
- 『HUNTER×HUNTER』THE STAGE（2023年5月12日 - 28日、天王洲 銀河劇場） - ネテロ [13]
- ドラマ・リーディング『庭の木と四つの物語』夏〜『ベティ・ド・ラ・ポンシュ』〜 そして…秋〜『トレアドール』〜（2023年11月10日 - 12日、 六本木トリコロールシアター）[14]
- 舞台『サイボーグ009』 - アイザック・ギルモア
  - 『サイボーグ009』（2024年5月18日 - 26日、日本青年館ホール）[15]
  - 『サイボーグ009 -13番目の追跡者-』（2025年11月14日 - 24日、品川プリンスホテル ステラボール）[16]
- 舞台『刀剣乱舞』十口伝 あまねく刻の遥かへ（2025年2月15日 - 3月2日、品川プリンスホテル ステラボール / 3月7日 - 9日、キャナルシティ劇場 / 3月15日・16日、オリックス劇場） - 鎌田魚妙[17]
- 劇団「ハイキュー!!」“出逢い”（2025年5月17日 - 6月1日、品川プリンスホテル ステラボール / 5月30日 - 6月1日、COOL JAPAN PARK OSAKA WWホール） - 猫又育史[18]

### ネット配信
- ライブストリーミング演劇『エスケープフロムライブラリー』（2024年10月19日、Streaming+）[19]

### ラジオ
- 青春アドベンチャー（NHK-FM）
  - 笑う20世紀（1994年）
  - アルジャーノンに花束を（1995年） - チャーリイ
  - おいしいコーヒーのいれ方（1997年 - 2006年）
  - ラジオ・キラー（2008年）
- 大鵬薬品 presents 10分の幸せものがたり（2010年1月度ゲスト、TBSラジオ）

### ビデオ
- GAMERS（1988年 大陸書房） - ミスターO（デリバリー大高）、ナレーション

### CM
- 日本IBM（1999年）
- パナソニック（2000年）
- NTTコムウェア（2002年）
- エプソン（2002年）